# منستئوس ۴۰۶۸
سیارک ۴۰۶۸ (به انگلیسی: 4068 Menestheus، نامگذاری:1973SW) چهار هزار و شصت و هشتمین سیارک کشف شده‌است که در ۱۹ سپتامبر ۱۹۷۳ کشف شد.
قدر مطلق سیارک برابر ۹٫۴۰ است.